# Faustyn Míguez
Faustyn Míguez, właśc. hiszp. Manuel Míguez González (ur. 24 marca 1831 w Xamirás w Ourense, zm. 8 marca 1925 w Getafe) – hiszpański pijar (SP, SchP), święty Kościoła rzymskokatolickiego.
Był czwartym dzieckiem swoich rodziców. Na chrzcie otrzymał imię Emanuel.
5 grudnia 1850 rozpoczął nowicjat w pijarskim Kolegium św. Ferdynanda, a 8 marca 1856 roku otrzymał święcenia kapłańskie. Założył Zgromadzenie Córek Bożej Pasterki św. Józefa Kalasancjusza.
Prowadził badania naukowe nad florą i właściwościami leczniczymi roślin.
Zmarł w opinii świętości mając 94 lata.
Został beatyfikowany przez papieża Jana Pawła II w dniu 25 października 1998 roku. 22 grudnia 2016 papież Franciszek uznał cud za wstawiennictwem bł. Faustyna Mígueza, zaś 20 kwietnia 2017 podczas konsystorza wyznaczył datę jego kanonizacji.
Wpisanie jego w poczet świętych wraz z 34 nowymi świętymi nastąpiło 15 października 2017 na placu świętego Piotra przez papieża Franciszka.